# Lokomotiva 200.5
Lehká posunovací lokomotiva označená řadou 200.5 (T 200.5) byla na základě objednávky ministerstva veřejných prací z roku 1936 zkonstruována a vyrobena v jediném exempláři v továrně Ferrovia.
Pro posun na normálněrozchodné vlečce Státní rafinérie v Dubové na středním Slovensku, vybudované v letech 1935-38, dodala firma Ferrovia Radotín roku 1937 jeden lokotraktor nestandardní konstrukce. Byl to lehký dvounápravový stroj se střední věžovou kabinou strojvedoucího a dvěma sníženými představky, když v jednom byl umístěn hnací agregát a ve druhém pomocná zařízení. Pojezd měl pevný rozvor jen 2 metry, nápravy byly vedeny masivními rozsochami a odpruženy listovými pružnicemi. Lokotraktor byl osazen naftovým motorem Škoda 66/4 DV o výkonu 55 koní. Přenos výkonu byl elektrický systému Gebus, proud dodával generátor Siemens 40 kW. Každá z obou náprav byla poháněna přes nápravové převodovky samostatně jedním elektromotorem Brown & Boweri.
O dalším osudu lokomotivy nejsou k dispozici žádné údaje. Nicméně rafinérie včetně vlečky byla  20. srpna 1944 těžce poškozena anglo-americkým bombardováním.